# Mazzola
Mazzola (korsisch A Mazzola) ist eine französische Gemeinde mit 25 Einwohnern (Stand 1. Januar 2022) auf der Insel Korsika im Département Haute-Corse. Die Gemeinde liegt etwa 20 Kilometer östlich von Corte, Sitz der Unterpräfektur. Das Gemeindegebiet ist weitgehend mit Kastanienwäldern bestanden.
| Jahr      | 1962 | 1968 | 1975 | 1982 | 1990 | 1999 | 2009 | 2016 |
| --------- | ---- | ---- | ---- | ---- | ---- | ---- | ---- | ---- |
| Einwohner | 86   | 61   | 49   | 36   | 27   | 22   | 24   | 28   |